# Dolan Springs
Dolan Springs é uma Região censo-designada localizada no estado americano de Arizona, no Condado de Mohave.

## Demografia
Segundo o censo americano de 2000, a sua população era de 1867 habitantes.

## Geografia
De acordo com o United States Census Bureau tem uma área de
74,1 km², dos quais 74,1 km² cobertos por terra e 0,0 km² cobertos por água. Dolan Springs localiza-se a aproximadamente 1026 m acima do nível do mar.

## Localidades na vizinhança
O diagrama seguinte representa as localidades num raio de 64 km ao redor de Dolan Springs.